# Амбрён (Франция)
Амбрён (фр. Embrun, окс. Ambrun) — коммуна на юго-востоке Франции, регион Прованс — Альпы — Лазурный Берег, департамент — Верхние Альпы, округ — Гап. Главный город кантона Амбрён.
Код INSEE коммуны — 05046.

## Климат
Климат средиземноморский. Зимы прохладные, часто бывают заморозки, лето тёплое. Амбрён является одним из самых солнечных городов во Франции.
| Показатель              | Янв. | Фев. | Март | Апр. | Май  | Июнь | Июль | Авг. | Сен. | Окт. | Нояб. | Дек. | Год  |
| ----------------------- | ---- | ---- | ---- | ---- | ---- | ---- | ---- | ---- | ---- | ---- | ----- | ---- | ---- |
| Средний максимум, °C    | 5,7  | 7,6  | 10,9 | 14,4 | 18,6 | 22,4 | 26,2 | 25,5 | 22,1 | 16,9 | 10,4  | 6,7  | 15,6 |
| Средняя температура, °C | 1,2  | 2,7  | 5,5  | 8,7  | 12,7 | 16,2 | 19,3 | 18,8 | 15,9 | 11,4 | 5,6   | 2,4  | 10,0 |
| Средний минимум, °C     | −3,2 | −2,1 | 0,1  | 3,1  | 6,7  | 9,9  | 12,4 | 12,1 | 9,7  | 5,8  | 0,9   | −1,9 | 4,4  |
| Норма осадков, мм       | 60,2 | 54   | 55,9 | 56,7 | 61   | 65,2 | 46,9 | 54,7 | 56,3 | 73,7 | 73    | 58,2 | 716  |
| Источник: Infoclimat    |      |      |      |      |      |      |      |      |      |      |       |      |      |

## Население
Население коммуны на 2008 год составляло 6267 человек.
| 1962 | 1968 | 1975 | 1982 | 1990 | 1999 | 2008 |
| ---- | ---- | ---- | ---- | ---- | ---- | ---- |
| 3850 | 4273 | 4575 | 5214 | 5793 | 6186 | 6267 |

## Экономика
В 2007 году среди 3830 человек в трудоспособном возрасте (15—64 лет) 2597 были экономически активными, 1233 — неактивными (показатель активности — 67,8 %, в 1999 году было 67,5 %). Из 2597 активных работали 2325 человек (1227 мужчин и 1098 женщин), безработных было 272 (128 мужчин и 144 женщины). Среди 1233 неактивных 456 человек были учениками или студентами, 446 — пенсионерами, 331 были неактивными по другим причинам.

## Города-побратимы
- Целль (Германия, с 1981)
- Боргофранко-д’Ивреа (Италия, с 1984)
- Амбрен (Канада, с 1981)
- Самуи (Таиланд, с 2011)

## Фотогалерея
- Въезд в Амбрён
- Фасад церкви Нотр-Дам
- Башня